# Sarbinowo (Gostyń)
Pour les articles homonymes, voir Sarbinowo.
Sarbinowo (prononciation : [sarbiˈnɔvɔ]) est un village polonais de la gmina de Poniec dans le powiat de Gostyń de la voïvodie de Grande-Pologne dans le centre-ouest de la Pologne.
Il se situe à environ 8 kilomètres au sud-est de Poniec (siège de la gmina), à 19 kilomètres au sud-ouest de Gostyń (siège du powiat) et à 76 kilomètres au sud de Poznań (capitale régionale).
Le village possédait une population de 245 habitants en 2014.

## Histoire
Sarbinowo fait partie de 1815 à 1887 de l'arrondissement de Kröben puis jusqu'en 1920, de l'arrondissement de Gostyn, dans le district de Posen de la province de Posnanie.
De 1975 à 1998, le village faisait partie du territoire de la voïvodie de Leszno.

Depuis 1999, Sarbinowo est situé dans la voïvodie de Grande-Pologne.